# Комітет Верховної Ради України з питань транспорту
Комітет Верховної Ради України з питань транспорту — колишній профільний комітет Верховної Ради України.
Створений 4 грудня 2007 р. як Комітет Верховної Ради України з питань транспорту і зв'язку.
Перейменований 4 грудня 2014 р.

## Сфери відання
У Верховній раді VII скликання сферами відання комітету визначені:
- залізничний, автомобільний, повітряний, водний, трубопровідний транспорт;
- дорожнє господарство;
- телекомунікації (крім питань, які віднесені до предметів відання інших комітетів) та поштовий зв'язок.

## Склад VII скликання
Керівництво:
- Колесніков Борис Вікторович — Голова Комітету
- Бондарєв Костянтин Анатолійович — Перший заступник голови Комітету
- Сольвар Руслан Миколайович — Перший заступник голови Комітету
- Крук Юрій Борисович — Заступник голови Комітету, голова підкомітету з питань морського і річкового транспорту
- Мироненко Михайло Іванович — Заступник голови Комітету
- Мошенський Валерій Захарович — Секретар Комітету
- Остапчук Віктор Миколайович — Голова підкомітету з питань залізничного транспорту
- Шкіря Ігор Миколайович — Голова підкомітету з питань автомобільного транспорту
- Шульга Володимир Петрович — Голова підкомітету з питань авіаційного транспорту
- Демішкан Володимир Федорович — Голова підкомітету з питань автомобільних доріг та дорожнього господарства
- Борт Віталій Петрович — Голова підкомітету з питань трубопровідного транспорту
- Пономарьов Олександр Сергійович — Голова підкомітету з питань телекомунікацій та поштового зв'язку

Члени:
- Вітів Анатолій Миколайович
- Деревляний Василь Тимофійович
- Момот Олександр Іванович
- Пригодський Антон Вікентійович
- Рябікін Павло Борисович[4].

| Очолює                      | Партія регіонів | ВО Батьківщина                                                                            | УДАР                                                | КПУ | ВО Свобода                 | Позафракційні                |
| --------------------------- | --- | ----------------------------------------------------------------------------------------- | --------------------------------------------------- | --- | -------------------------- | ---------------------------- |
| Колесніков Борис Вікторович | Борт Віталій Петрович, Демішкан Володимир Федорович, Колесніков Борис Вікторович, Крук Юрій Борисович, Мироненко Михайло Іванович, Момот Олександр Іванович, Остапчук Віктор Миколайович, Пономарьов Олександр Сергійович, Пригодський Антон Вікентійович, Шкіря Ігор Миколайович | Бондарєв Костянтин Анатолійович, Деревляний Василь Тимофійович, Шульга Володимир Петрович | Рябікін Павло Борисович, Сольвар Руслан Миколайович |     | Вітів Анатолій Миколайович | Мошенський Валерій Захарович |

## Склад VIII скликання[5]
Керівництво:
- голова Комітету — Дубневич Ярослав Васильович
- перший заступник голови Комітету — Васюник Ігор Васильович
- заступник голови Комітету — Козир Борис Юрійович
- секретар Комітету — Шаповалов Юрій Анатолійович

Члени:
- Атрошенко Владислав Анатолійович
- Білий Олексій Петрович
- Гусак Володимир Георгійович
- Діденко Ігор Анатолійович
- Євтушок Сергій Миколайович
- Кадикало Микола Олегович
- Корчик Віталій Андрійович
- Лінько Дмитро Володимирович
- Макар'ян Давид Борисович
- Остапчук Віктор Миколайович
- Побер Ігор Миколайович
- Пономарьов Олександр Сергійович
- Сольвар Руслан Миколайович
- Сугоняко Олександр Леонідович
- Урбанський Олександр Ігорович
- Шкіря Ігор Миколайович[2].